# ميلتون كي. أوزاكي
ميلتون كي. أوزاكي (بالإنجليزية: Milton K. Ozaki)‏ (14 يونيو 1913، راسين في الولايات المتحدة - 7 نوفمبر 1989، سباركس في الولايات المتحدة)؛ روائي أمريكي.